# Antoine Gérard Scellier
Pour les articles homonymes, voir Scellier.
Antoine Gérard Scellier ( 3 novembre 1759 Amiens- ?) est un homme politique français qui a été député de la Somme de 1793 à 1798.

## Biographie
Il est marchand de draps à Amiens. 
Il est membre du Conseil général de la commune.
En 1792, il est élu député suppléant de la Somme à la Convention. En juillet 1793, il « devient membre de la municipalité d'Amiens. Il doit faire face, comme ses collègues, à la disette affreuse subie par ses concitoyens, et aussi aux émeutes et au pillage des épiceries. Au cours d'une de ces émeutes, il faillit perdre la vie ». 
Le 20 frimaire an II, il est appelé à siéger comme député à la Convention en remplacement du marquis de Sillery, condamné à mort et exécuté le  31 octobre 1793. « Il fait partie du Comité du Commerce et de celui des Travaux publics où il paraît avoir été peu actif ».
Le 4 brumaire an IV, il passe au Conseil des Cinq-Cents. 
Il est écarté de la vie parlementaire après le coup d'État du 18 Brumaire. Il s'établit alors à Paris rue du faubourg Saint-Martin comme entrepreneur de roulage.